# Pisco-de-peito-ruivo
O pisco-de-peito-ruivo (Erithacus rubecula) ou simplesmente pisco, também chamado regionalmente, pintarroxo, papo-ruivo ou papo-roxo é uma pequena ave que se reconhece facilmente pela mancha alaranjada que lhe ornamenta o peito. É uma ave de canto melodioso e persistente.

## Características
É uma ave pequena, com cerca de 14 cm. Os adultos apresentam o peito e a testa de cor laranja ferrugínea muito característica. Os juvenis são castanhos com pintas abundantes castanho amarelado e mudam para a plumagem de adulto ao fim de um ano.

## Alimentação
Insetos, aranhas, minhocas e caracóis. No outono e no inverno, bagas e outros frutos moles, tais como passas, flocos de aveia e outros.

## Habitat
Europa. Florestas úmidas mistas e de folha caduca, com grande densidade de ramos baixos, parques, jardins com arbustos, perto de água. São em geral residentes, mas os da Escandinávia migram para sul no inverno.

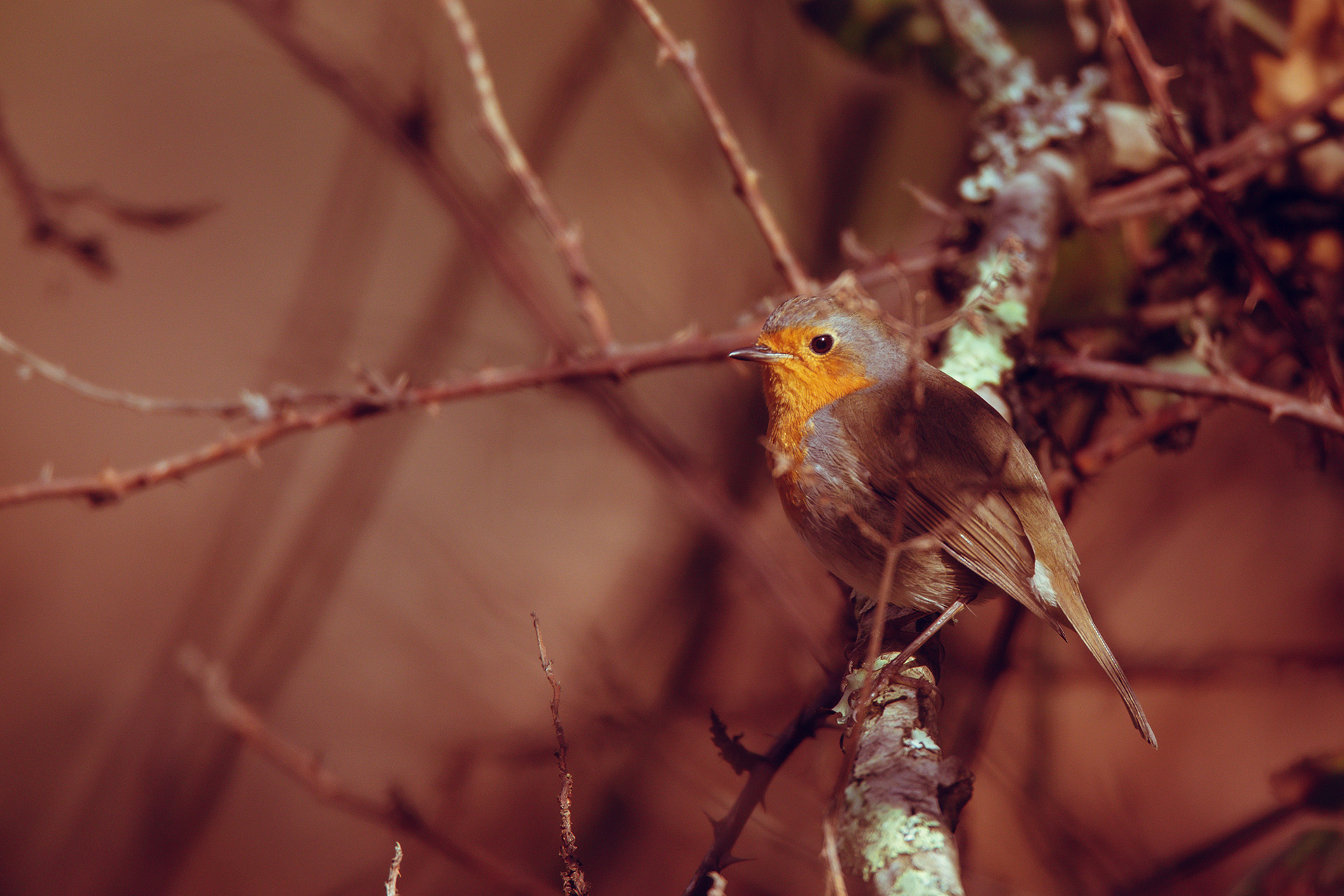
Pisco-de-Peito-Ruivo

Em Portugal pode ser encontrado em todo o território.

## Reprodução

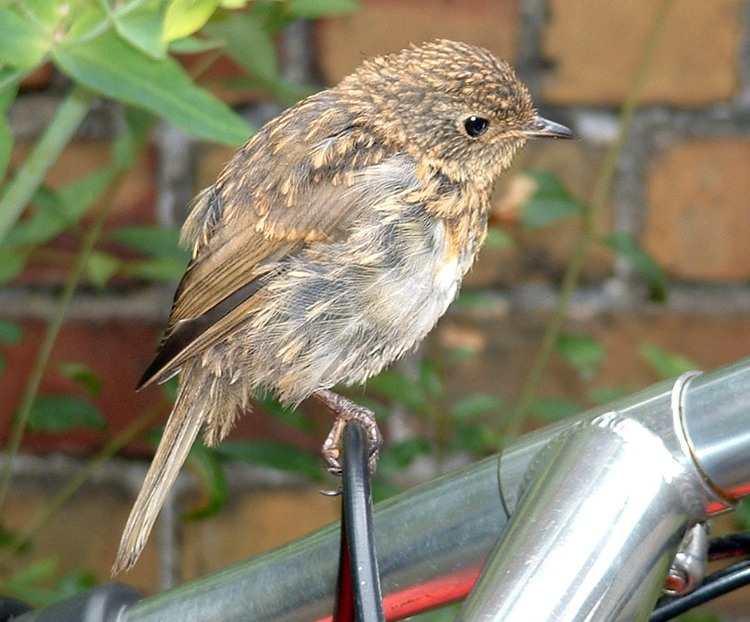
Juvenil

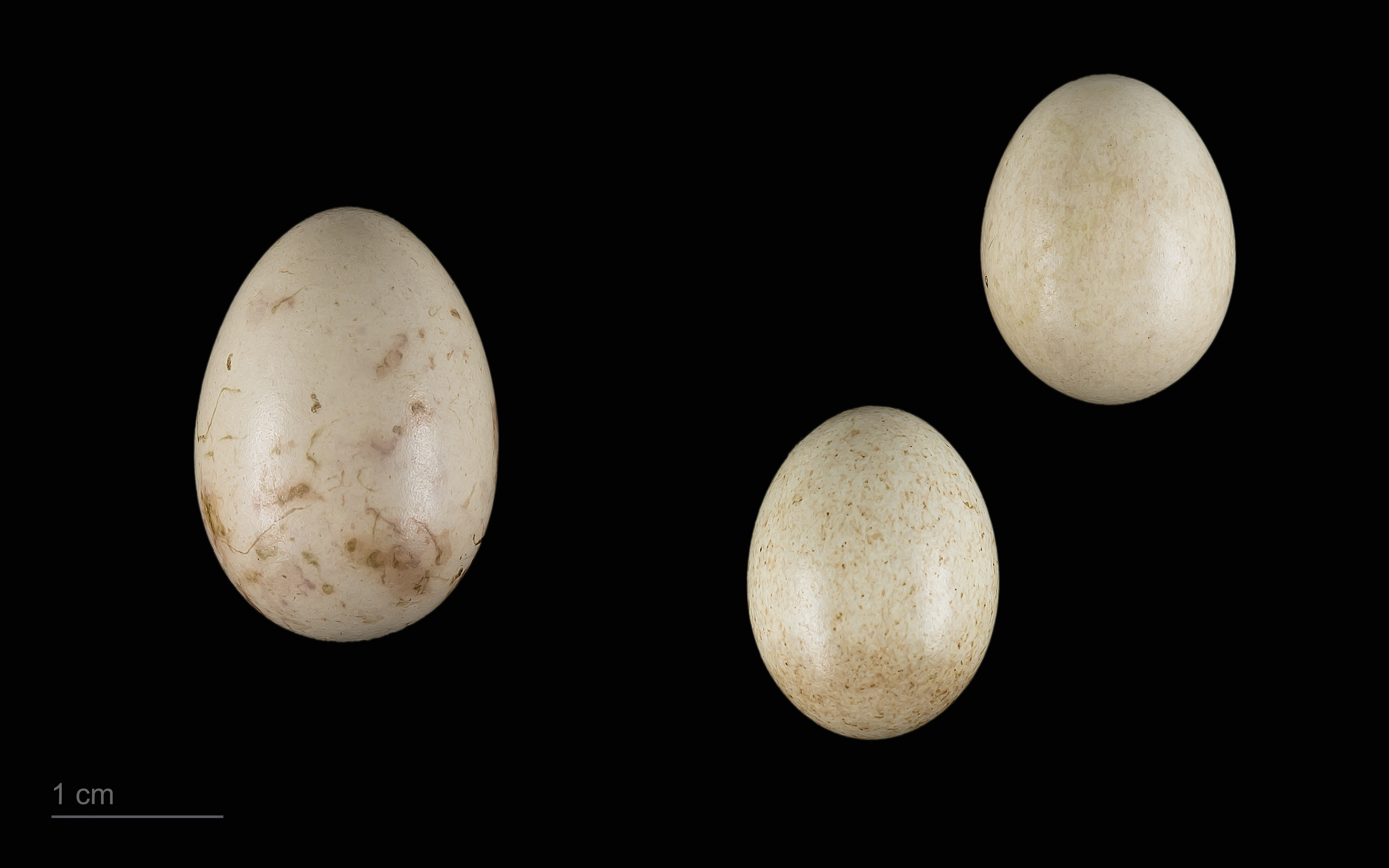
Cuculus canorus canorus em un ninho de Erithacus rubecula - MHNT

Esta espécie é monogâmica e territorial. Os ninhos podem localizar-se em buracos no solo, taludes, muros, por entre raízes de árvores velhas e no interior de casas abandonadas. O ninho é volumoso, com uma base feita de folhas secas, e uma "tigela" central de musgo, ervas e pequenas folhas, revestida de material mais fino, incluindo cabelos, fibras vegetais e ocasionalmente penas. A postura geralmente é constituída por 4 a 6 ovos brancos ou ligeiramente azulados, com um número variável de pequenas manchas avermelhadas. A incubação dura 13 a 14 dias, e as crias permanecem no ninho em média cerca de 13 dias antes de o abandonarem.